# Passo Fundo (microregio)
Passo Fundo is een van de 35 microregio's van de Braziliaanse deelstaat Rio Grande do Sul. Zij ligt in de mesoregio Noroeste Rio-Grandense en grenst aan de microregio's Sananduva, Erechim, Frederico Westphalen, Carazinho, Não-Me-Toque, Soledade, Guaporé en Vacaria. De microregio heeft een oppervlakte van ca. 7.077 km². In 2007 werd het inwoneraantal geschat op 321.332.
Zesentwintig gemeenten behoren tot deze microregio:
- Água Santa
- Camargo
- Casca
- Caseiros
- Charrua
- Ciríaco
- Coxilha
- David Canabarro
- Ernestina
- Gentil
- Ibiraiaras
- Marau
- Mato Castelhano
- Muliterno
- Nicolau Vergueiro
- Passo Fundo
- Pontão
- Ronda Alta
- Santa Cecília do Sul
- Santo Antônio do Palma
- São Domingos do Sul
- Sertão
- Tapejara
- Vanini
- Vila Lângaro
- Vila Maria

Mesoregio's: Centro Ocidental Rio-Grandense · Centro Oriental Rio-Grandense · Metropolitana de Porto Alegre · Nordeste Rio-Grandense · Noroeste Rio-Grandense · Sudeste Rio-Grandense · Sudoeste Rio-Grandense

Microregio's: Cachoeira do Sul · Camaquã · Campanha Central · Campanha Meridional · Campanha Ocidental · Carazinho · Caxias do Sul · Cerro Largo · Cruz Alta · Erechim · Frederico Westphalen · Gramado-Canela · Guaporé · Ijuí · Jaguarão · Lajeado-Estrela · Litoral Lagunar · Montenegro · Não-Me-Toque · Osório · Passo Fundo · Pelotas · Porto Alegre · Restinga Seca · Sananduva · Santa Cruz do Sul · Santa Maria · Santa Rosa · Santiago · Santo Ângelo · São Jerônimo · Serras de Sudeste · Soledade · Três Passos · Vacaria